# Jamaikanisch-kreolische Sprache
Das jamaikanische Kreolisch, auch bekannt als Patois oder Patwa(h), ist eine auf Jamaika verbreitete Kreolsprache mit englischen Wurzeln. Sie wird außerdem auf anderen Karibik-Inseln, Belize, Costa Rica, Panama und Guatemala sowie von Immigranten in den Vereinigten Staaten und vielen anderen Ländern gesprochen. Andere Bezeichnungen sind „Bongo Talk“, „Southwestern Caribbean“, „Creole English“, „Afro-Jam“ oder „Quashie Talk“.
Das Jamaika-Kreolische bildet die Grundlage für viele Ausdrücke des in den Vereinigten Staaten und auch Europa verbreiteten Hip-Hop-Slangs, was darauf zurückzuführen ist, dass das Rappen in der Hip-Hop-Musik seinen Ursprung im jamaikanischen Deejaying hat.

## Grammatik
Typisch für Patois sind:
| Englisch                                                                               | Patois                                      |
| -------------------------------------------------------------------------------------- | ------------------------------------------- |
| Der Wegfall der Endung der englischen Progressivform                                   |                                             |
| I’m going.                                                                             | Mi a go.                                    |
| Verben können einfach mit „nicht“ verneint werden                                      |                                             |
| I don’t go („Ich gehe nicht“)                                                          | Mi nuh go („Ich gehe nicht“)                |
| Bei Personalpronomen wird nicht zwischen Subjekt und Objekt unterschieden              |                                             |
| I have got nothing, but you shoot me down.                                             | Mi nuh ’ave nuttn, but yuh a shoot mi dung. |
| Das ‚-s‘ am Ende von Verben in der dritten Person Singular (he, she, it) fällt oft weg |                                             |
| As a man sows, shall he reap.                                                          | As a man sow, him fi reap.                  |

Außerdem ist die Sprache stark mit dem Sprossvokal a durchsetzt:
- englisch to observe, jamaikanisch fi abserve, deutsch „beobachten“
- englisch way, jamaikanisch weya, deutsch „Weg“

Die Verwendung solcher Sprossvokale ist ziemlich frei, sie können eingefügt werden oder auch nicht. Teilweise bilden sie auch die Fuge zwischen Wörtern im Satz, als sogenannte Diskurspartikel:
- englisch They go home, jamaikanisch Dem a go ’ome, deutsch „Sie gehen nach Hause“

## Phonologie
| Englisch                                                                                         | Patois                        |
| ------------------------------------------------------------------------------------------------ | ----------------------------- |
| Das stimmhafte ‚th‘ wird durch ein ‚d‘ ersetzt und das stimmlose ‚th‘ wird wie ‚t‘ ausgesprochen |                               |
| I think they see us.                                                                             | Mi tink dem see we            |
| Optionale Auslassung des H-Lautes am Anfang eines Wortes                                         |                               |
| Have you seen the helicopter?                                                                    | ’ yu did a see di ’elicopter? |
| Optionale Ergänzung eines H-Lautes vor einem Wort, das mit einem Vokal beginnt                   |                               |
| almighty.                                                                                        | halmighty.                    |
| Das typisch englische æ wird als „gerades“ ɑː ausgesprochen                                      |                               |
| have: hæv                                                                                        | have: hɑːv                    |
| Einige Diphthonge werden anders ausgesprochen:                                                   |                               |
| care: keəʳ/ker                                                                                   | care: kɪəʳ                    |

Besonders charakteristisch für den Patois sind die palatalen Verschlusslaute ky (cy) /k‿j/ [⁠c⁠] und gy /g‿j/ [⁠ɟ⁠], die zwar aus dem Englischen stammen, ihren phonologischen Status im Patois allerdings wohl afrikanischen Einflüssen verdanken.

## Beispiele
| Jamaika-Kreolisch       | Englisch                                | Deutsch                                                                                                |
| ----------------------- | --------------------------------------- | --- |
| a                       | are, have                               | sein, haben                                                                                            |
| bokkle                  | bottle                                  | Flasche                                                                                                |
| bud                     | bird                                    | Vogel                                                                                                  |
| bomboclaat, bomboclaath | wörtlich: ass cloth / toilet paper      | Toilettenpapier, als Kraftausdruck gleichzusetzen mit: Das ist für den Arsch, Arsch abwischen, Scheiße |
| bloodclaat              | wörtlich: blood cloth / sanitary napkin | Monatsbinde, als Kraftausdruck beschreibt es einen Konflikt, Meinungsverschiedenheit oder auch Lästern |
| claat, clawt            | cloth                                   | ein Stück Stoff (verwendet in derben Ausdrücken)                                                       |
| duppy                   | Ghost                                   | Geist                                                                                                  |
| eeh!                    | yes!                                    | Ja! |
| eh-eh                   | no!                                     | Nein!                                                                                                  |
| fi                      | to                                      | (um) zu                                                                                                |
| gwaan                   | going on, go on                         | (weiter-)gehen, (ab-)laufen (je nach Zusammenhang) z. B.: Wha gwaan? (Was geht?)                       |
| Jah, auch Jah Jah       | God                                     | Gott                                                                                                   |
| nah, nuh                | don’t                                   | nicht tun, tu nicht!                                                                                   |
| nutten                  | nothing                                 | nichts, niemand                                                                                        |
| pon                     | on                                      | auf |

| Jamaika-Kreolisch                                | engl. Erklärung           | Deutsch                                                             |
| ------------------------------------------------ | ------------------------- | ------------------------------------------------------------------- |
| mi waan’ bruck out fi som’ roots reggae tonight. | waan: to want to, fi: to  | Heute Nacht will ich zu „Roots Reggae“ abgehen.                     |
| mi mek mi move my foot fi som’ reggae!           | mek: to make, fi: to      | Ich möchte meine Füße zu Reggae bewegen. (fordernder als Letzteres) |
| nah woman, nuh cry!                              | nah: no, nuh, auch: don’t | Nein, Frau, weine nicht!                                            |

## Musik
Die meisten jamaikanischen Reggae-Künstler singen in Jamaika-Kreolisch. Der Wegbereiter war Bob Marley. In seinem Song „Them Belly Full“ (1975) zitierte er zwei Sprichwörter: „Rien a faal bot di doti tof“ (Der Regen fällt, aber die Erde ist hart) und „Pat a bwail bot di fuud no nof“ (Der Topf kocht, aber das Essen reicht nicht). Seither verbreitete sich der Gebrauch des Kreolischen unter den jamaikanischen Musikern.
Auch viele nichtjamaikanische Reggae- und Dancehall-Musiker sowie Drum-and-Bass-MCs benutzen inzwischen in ihren Texten ein an das Patois angelehntes Englisch. Beispiele sind Gentleman (Deutscher) oder Snow (Kanadier).